# 多板盾尾鱼
多板盾尾鱼（學名：Prionurus scalprus），俗稱黑豬哥、黑將軍、打鐵婆、剝皮仔，为鲈形目刺尾鱼科多板盾尾鱼属的鱼类，于1835年由阿希爾·瓦朗謝訥描述。该物种主要分布于日本南部至西沙群岛以及台湾岛等。主要以藻類為食。